# Carlos de Durazzo

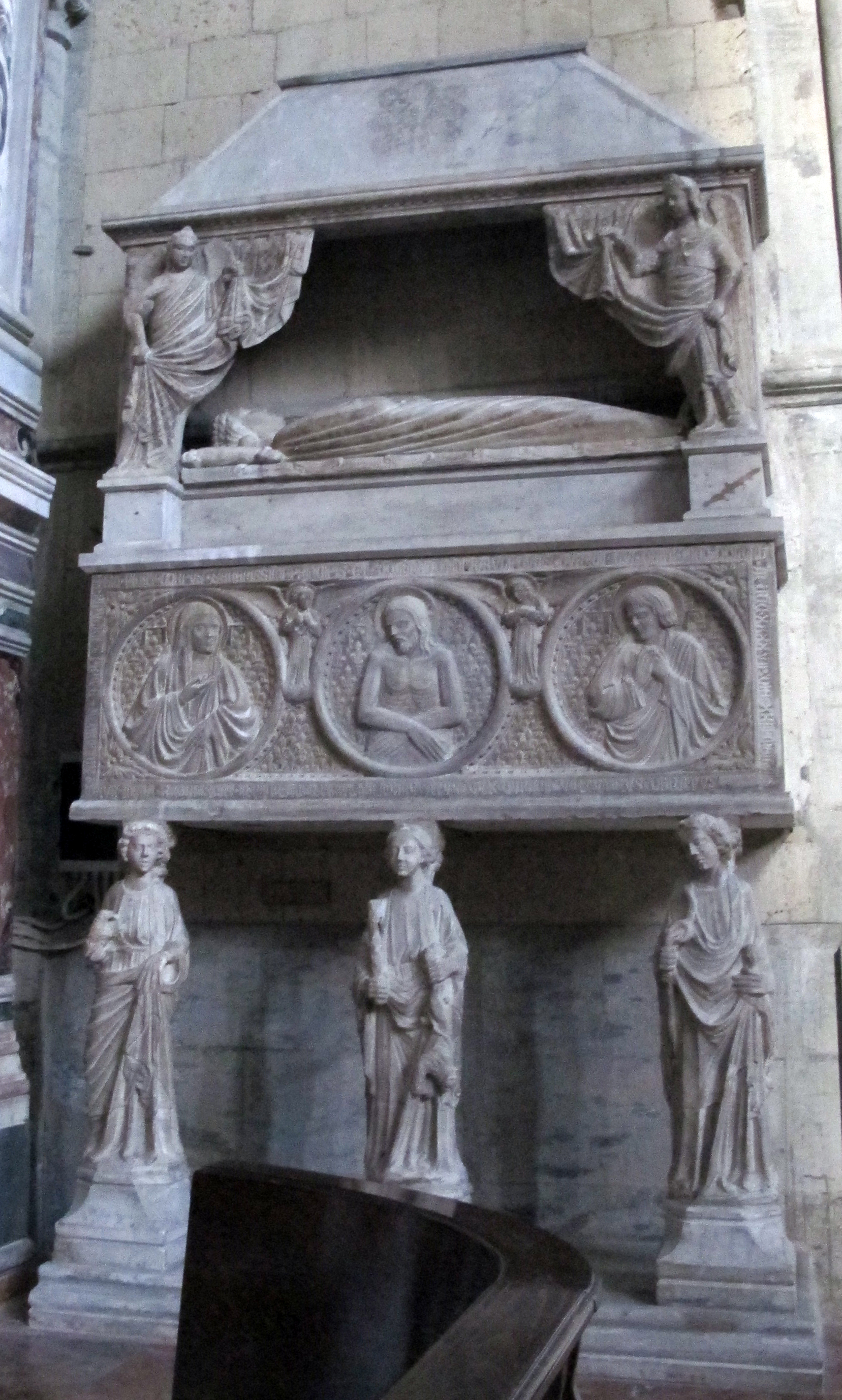
tumba de Carlos de Durazzo

Carlos de Durazzo (1323 - 23 de enero de 1348) fue un noble napolitano, hijo mayor de Juan de Durazzo e Inés de Périgord.

## Biografía
Sucedió a su padre como duque de Durazzo y conde de Gravina en 1336.
El 21 de abril de 1343, se casó con María de Calabria, condesa de Alba, en Nápoles. Ella era la hija menor de Carlos de Calabria y hermana de Juana I de Nápoles, y había sido concebida como novia para Luis I de Hungría o Juan II de Francia, pero fue secuestrada por Carlos y su madre para hacer un matrimonio que pondría más cerca a Carlos del trono de Nápoles.
Manteniéndose cuidadosamente al margen de la conspiración que asesinó al marido de Juana, Andrés de Calabria, encabezó una facción opositora a Juana y Luis de Tarento. Se puso en contacto con la corte húngara, en busca de su apoyo. Tenía la esperanza de aprovechar la invasión de Luis de Hungría y la fuga de Juana para sus propios fines, pero fue capturado y decapitado por los húngaros en Aversa.

## En la cultura popular
Alejandro Dumas, en su novela Juana de Nápoles, hace de Carlos un maestro de la intriga y la traición que ingenio la muerte de Andrés y de sus asesinos, sólo para encontrarse con su propia muerte a manos del rey de Hungría.

## Descendencia
Carlos y María tuvieron cinco hijos:
- Luis (diciembre 1343 - 14 de enero de 1344)
- Juana (1344 - 1387), duquesa de Durazzo, se casó primero en 1366 con el infante Luis de Navarra, conde de Beaumont-le-Roger (m. 1372), se casó por segunda vez con Roberto IV de Artois, conde de Eu (m. 1387)
- Inés (1345 - Nápoles, 1388), se casó primero el 6 de junio de 1363 con Cansignorio della Scala, señor de Verona (m. 1375), se casó por segunda vez con Jaime de Baux (m. 1383)
- Clemencia (1346 - Nápoles, 1363)
- Margarita (28 de julio de 1347- Mela, 6 de agosto de 1412), se casó en febrero de 1368 con Carlos III de Nápoles